# Bertoldo di Giovanni

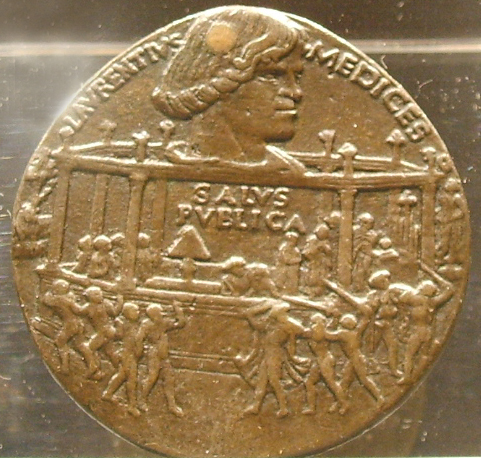
Medal wykonany przez Bertolda di Giovanniego, upamiętniający Wawrzyńca Wspaniałego

Bertoldo di Giovanni (ur. ok. 1420 lub ok. 1430 we Florencji, zm. 1491 w Poggio a Caiano) – włoski rzeźbiarz i medalier renesansowy.
Do historii sztuki przeszedł jako uczeń i pomocnik Donatella oraz jako nauczyciel Michała Anioła. Informacje o jego kontaktach z Donatellem pochodzą z relacji Vasariego. Bertoldowi signor Florencji Wawrzyniec Wspaniały powierzył szkołę sztuki rzeźbiarskiej, mieszczącą się w ogrodach Pałacu Medyceuszy. Uczniami tej szkoły byli m.in. Michał Anioł i Pietro Torrigiano.
Bertoldo di Giovanni tworzył rzeźby i medale dla prywatnych kolekcjonerów. Jednym z jego dzieł jest płaskorzeźba Bitwa, pochodząca z ok. 1479 lub 1480 roku. Cechą charakterystyczną Bitwy jest wyjątkowa dynamika postaci. Bitwą inspirował się Michał Anioł tworząc Bitwę centaurów.